# Зубарев, Николай Михайлович (физик)
Никола́й Миха́йлович Зу́барев (род. 10 июня 1971, Свердловск, СССР) — российский учёный, специалист в области физики нелинейных явлений в жидкостях в электрическом и магнитном полях, а также физики электрических разрядов. Лауреат Государственной премии РФ для молодых учёных (2003). Профессор РАН, член-корреспондент РАН с 2016 года.

## Профессиональная биография
Родился в 1971 году в гор. Свердловске (ныне Екатеринбург). После средней школы поступил в Московский физико-технический институт (МФТИ). Учиться в столицу уехал по семейной традиции — там в своё время учились родители и оба деда Зубарева. В 1994 году окончил факультет проблем физики и энергетики МФТИ.
С 1994 года работает в Институте электрофизики Уральского отделения Российской академии наук (ИЭФ УрО РАН, см. сайт института), где прошёл путь от молодого специалиста до главного научного сотрудника лаборатории нелинейной динамики. Параллельно читает курсы лекций «Волны и колебания в плазме» и «Физика газового разряда» в Уральском федеральном университете (УрФУ). В 2003 году стал доктором физико-математических наук.
В 2016 году получил почётное учёное звание «Профессор РАН» и в том же году был избран членом-корреспондентом РАН по Отделению энергетики, машиностроения, механики и процессов управления (секция энергетики).

## Научные результаты и публикации
Основные научные интересы Зубарева связаны с теорией нелинейных явлений в жидкостях со свободной поверхностью в электрическом поле. В плоской двумерной постановке решена классическая задача электростатики о равновесных конфигурациях поверхности проводящей жидкости в электрическом поле. Впервые получены точные двух- и трёхмерные решения уравнений движения диэлектрической жидкости со свободной поверхностью в вертикальном, а также горизонтальном электрическом поле. Разработана теория возникновения особенностей на заряженной поверхности жидкого металла.
Согласно данным РИНЦ на 2017 год, Зубарев — автор свыше 140 научных публикаций. Некоторые из них:
- Zubarev N.M., Zubareva O.V. Deformation of the free surface of a conducting fluid in the magnetic field of current-carrying linear conductors // Journal of Magnetism and Magnetic Materials, 2017, v. 431, pp. 222—225;
- Mesyats G.A., Zubarev N.M. Hydrodynamics of the molten metal in a vacuum arc cathode spot at near-threshold currents // Journal of Applied Physics, 2013, v. 113, № 20, paper No. 203301;
- Зубарев Н. М. Нелинейные волны на поверхности диэлектрической жидкости в горизонтальном электрическом поле в 3D геометрии: точные решения // Письма в Журнал экспериментальной и теоретической физики, 2009, т. 89, № 6, с. 317—321;
- Suvorov V.G., Zubarev N.M. Formation of the Taylor cone on the surface of liquid metal in the presence of an electric field // Journal of Physics D: Applied Physics, 2004, т. 37, № 2, с. 289—297;
- Зубарев Н. М. Точное решение задачи о равновесной конфигурации заряженной поверхности жидкого металла // Журнал экспериментальной и теоретической физики, 1999, т. 116, № 6, с. 1990—2005.

## Награды, премии, признание
- Государственная премия Российской Федерации для молодых учёных за выдающиеся работы в области науки и техники за работу «Нелинейные явления в электродинамике жидкостей со свободной поверхностью»[1] (2003).
- Гранты Президента РФ для молодых докторов наук[5][6] (2007, 2010).
- Почётное учёное звание «Профессор РАН»[2] (2016).